# غميس
الغَميس أو صلصة الغمس أو التغميس (بالإنجليزية: Dipping sauce)‏ من التوابل الشائعة للعديد من أنواع الطعام. يستخدم الغميس لإضافة نكهة أو قوام للطعام ، لمثل الخبز العربي والزلابية والبسكويت والخضروات النيئة المفرومة والفواكه والمأكولات البحرية وقطع اللحم والجبن المكعبة ورقائق البطاطس ورقائق التُّرتية والفلافل.
على خلاف الصلصات الأخرى، وبدلاً من أن تُطْبَق الصلصة على الغذاء؛ تُوضَع التغميسة نموذجيًا إلى جانب الطبق أو الغذاء للتغميس فيه. يُعدّ التغميس الأسلوب الأساسي للأكل في عددٍ من الدول العربيّة وتركيا؛ حيثُ يتمّ تغميسُ الخبز مثلًا وأكله وهوَ «مُغَمَّسٌ» ونفس الأمر بالنسبة لمأكولات أخرى.
يشيع استخدام الغميس في الأطعمة التي تؤكل بالأصابع والمقبلات وأنواع الأطعمة الأخرى. إن الغميس السميك التي تعتمد على الكريمة الحامضة أو الكريمة الطازجة أو الحليب أو الزبادي أو المايونيز أو الجبن الطري أو الفاصوليا هي عنصر أساسي في المقبلات الأمريكية وهي أكثر سمكًا من الأطعمة القابلة للدهن والتي يمكن تخفيفها لعمل الغميس.
تُوكَل الصلصات بأشكال مختلفة في جميع أنحاء العالم ويستخدم الناس الغميس منذ آلاف السنين.